# Pieter-Jan De Wyngaert
Pieter-Jan De Wyngaert is een Vlaams theatermaker, acteur en muzikant.

## Biografie
Hij begon zijn eerste opleiding in 2003. In 2007 behaalde hij een master drama aan het Lemmensinstituut te Leuven en in 2011  een master Kleinkunst aan de voormalige Studio Herman Teirlinck te Antwerpen.

## Werk
Als acteur is hij voornamelijk bekend in het theater. Hij speelde onder meer bij Het nieuwstedelijk (Leuven), fABULEUS (Leuven), de Roovers (Antwerpen), Nevski Prospekt (Gent) en HETPALEIS (Antwerpen). Ook speelde hij enkele gastrollen op televisie waaronder in Aspe, Dubbelleven, De Ridder en Lisa en in de langspeelfilm Marina van Stijn Coninx. 
De Wyngaert is lid van het muziekcollectief De Duiven.
Ook maakt hij muziek  en video's als soloartiest onder de naam Pepieyaya

## Trivia
De Wyngaert is samen met presentatrice Sien Wynants. Ze hebben samen een dochter.